# Guvernul Sorin Grindeanu
Guvernul Sorin Grindeanu a guvernat România din 4 ianuarie până în 29 iunie 2017. Condus de politicianul social-democrat Sorin Grindeanu, guvernul a fost girat de Partidul Social Democrat (PSD) și Partidul Alianța Liberalilor și Democraților (ALDE). Modificarea prin ordonanță de urgență a codurilor penal și de procedură penală în ianuarie 2017 a stârnit mari proteste împotriva guvernului, care a abrogat ulterior modificarea legislativă. În 8 februarie, guvernul a rezistat unei moțiuni de cenzură inițiate de opoziție.
Un conflict dintre Liviu Dragnea, președintele PSD, și primul ministru a escalat în iunie 2017 și s-a materializat în cereri repetate pentru demisia premierului, care nu le-a dat curs. La 14 iunie 2017 partidele PSD și ALDE au retras guvernului sprijinul politic și toți miniștri în afară de premier și ministrul Comunicațiilor și-au depus demisia.
În pofida cooptării fostului premier Victor Ponta în funcția de secretar general al guvernului, cabinetul a căzut la 21 iunie 2017 în urma unei moțiuni de cenzură și a fost înlocuit după alte 8 zile cu guvernul Tudose.

## Istoric

### Formare
Alegerile parlamentare din 11 decembrie 2016 au fost câștigate de PSD, care a obținut majoritatea relativă în Parlament, cu 45,67% din voturi la Senat, și 45,47 la Camera Deputaților. După ce președintele Klaus Iohannis a refuzat prima propunere din partea PSD pentru funcția de premier, anume politiciana Sevil Shhaideh, a fost înaintat numele fostului ministru Sorin Grindeanu. Într-un interviu comun cu Liviu Dragnea, Grindeanu afirma că va avea o relație de subordonare față de Dragnea, președintele PSD. Pe 30 decembrie Grindeanu a fost desemnat premier de către președinte.
Componența guvernului a fost anunțată pe 3 ianuarie. În 4 ianuarie au avut loc audierile miniștrilor în comisii, guvernul a fost supus votului de încredere în Parlamentul României (primind 295 de voturi „pentru” și 133 „împotrivă”), a avut loc ceremonia de depunere a jurământului la Cotroceni și a fost publicat decretul în Monitorul Oficial.

### Grațierea și aministia
Încă de la începutul lunii ianuarie 2017, ministrul justiției, Florin Iordache, a pus pe agenda publică perspectiva unei legi a amnisției și a grațierii.
Pe 5 ianuarie 2017 a fost adoptată de parlament Legea privind abilitarea Guvernului de a emite Ordonanțe PL-x nr. 1/2017, care permitea guvernului Grindeanu să adopte ordonanțe de urgență pe perioada vacanței parlamentare din ianuarie 2017. Ea a fost contestată la Curtea Constituțională a României de PNL, USR și PMP, însă curtea s-a pronunțat pentru constituționalitatea ei, iar Liviu Dragnea a anunțat că pe 9 ianuarie va fi convocat Parlamentul României în sesiune extraordinară, condiție necesară emiterii de ordonanțe.
Pe 13 ianuarie 2017, portalul HotNews intrase în posesia unor informații cum că se lucra cu rapiditate la elaborarea unui proiect de amnistie și grațiere, care trebuia să fie adoptat cel târziu până în luna februarie. Ziaristul Dan Tăpălagă susținea că „Odată intrată în vigoare amnistia, fie și pentru o singură zi, încetează toate procesele și se clasează toate anchetele în curs care vizează infracțiunile iertate prin amnistiere”. Pe 16 ianuarie 2017 ajunsese la Ministerul Justiției un proiect elaborat în cadrul PSD de  modificare a Codului penal și a Codului de procedură penală.
A doua zi, Iordache se pronunța pentru grațiere, dar împotriva amnistiei, pe de altă parte însă, presa intrase în posesia informației că guvernul avea să adopte prin ordonanță de urgență modificările pe 18 ianuarie. Președintele Klaus Iohannis a apărut inopinat la guvern pe 18 ianuarie și a făcut uz de prerogativa lui de a conduce ședințele de guvern la care participă, după ce avusese o discuție anterioară cu prim-ministrul și Florin Iordache. Deși inițial presa fusese anunțată că nu vor fi declarații, Iohannis a spus:
Cunoașteți povestea că este un elefant în încăpere, dar nu-l vedem. Sunt doi elefanți - ordonanța de grațiere și ordonanța de modificare a codurilor penale. Evident, că și despre acestea am discutat cu domnul prim-ministru marți dimineață, iar domnia sa mi-a spus că discuția avusese loc deja cu anumiți colegi din Guvern și că nu va fi pusă pe ordinea de zi suplimentară aceste două chestiuni privind grațierea și modificarea codurilor. De asemenea, subliniez și sper să fiu în asentimentul domnului prim-ministru s-a angajat ca aceste chestiuni să nu fie băgate peste noapte în nicio ședință de guvern, ci imediat ce documentele vor fi clarificate, evident sub conducerea ministrului Justiției, a doamnei ministru de Interne și a doamnei ministru delegat pentru Afaceri Europene, să fie puse în transparență, adică, mai clar, să fie date spre consultare tuturor entităților prevăzute de lege”.
Grindeanu a declarat ulterior ședinței că adoptarea modificărilor legislative nu era plănuită pentru acea zi, însă a fost criticat de președintele USR, Nicușor Dan, care a cerut explicit guvernului să nu încerce să treacă prin ordonanță de urgență măsuri de dezincriminare a unor fapte penale. Raluca Turcan, președinte interimar al PNL, a susținut că guvernul urmărea de fapt „salvarea corupților”. Critici au venit și dinspre Dacian Cioloș, Laura Codruța Kövesi și procurorul general Augustin Lazăr.
În seara zilei de 18 ianuarie a avut loc un protest în București (cca. 4000 de persoane) și-n alte orașe. Klaus Iohannis a cerut renunțarea completă la proiectul de modificare a codurilor, justificând că este neavenit și inacceptabil, iar pe 22 ianuarie, când au avut loc proteste masive în țară, s-a alăturat protestatarilor. În cele din urmă, Iohannis a încercat să forțeze mâna guvernului inițiind un referendum privitor la continuarea luptei împotriva corupției însă guvernul s-a întâlnit într-o ședință în seara zilei de 31 ianuarie 2017, sub pretextul discutării unor inițiative economice, și a adoptat Ordonanța de urgență nr. 13 pentru modificarea și completarea Legii 286/2009 privind Codul penal și a Legii nr. 135/2010 privind Codul de procedură penală. În aceeași seară a avut loc un protest cu cca. 15.000 de persoane în piața Victoriei, iar în seara zilei de 1 februarie s-au strâns conform estimării postului de televiziune Digi24 cca. 150.000 de protestatari în fața guvernului, iar cca. 140.000 în restul țării.
Ca reacție, Klaus Iohannis i-a cerut premierului abrogarea ordonanței, și a participat la ședința Consiliului Superior al Magistraturii din 1 februarie, în cadrul căreia s-a votat unanim sesizarea Curții Constituționale. Ulterior, ordonanța a fost atacată și de președinte și de avocatul poporului, Victor Ciorbea. Sesizările făcute de CSM și președinte au fost respinse de curte.
Ministrul pentru Mediul de Afaceri, Comerț și Antreprenoriat, Florin Jianu, a anunțat în dimineața zilei de 2 februarie că demisionează din guvern.
Pe data de 4 februarie 2017 a avut loc cel mai mare protest de până atunci, postul Digi24 estimând la 300.000 numărul de protestatari din Piața Victoriei. A doua zi, guvernul a cedat în cele din urmă în chestiunea aministiei și a abrogat Ordonanța nr. 13 printr-o altă ordonanță de urgență.

### Moțiunea de cenzură din februarie 2017
Pe 8 februarie 2017, camerele reunite ale Parlamentului au votat asupra primei moțiuni de cenzură depuse de opoziție împotriva guvernului. În ședința comună a Senatului și Camerei Deputaților, au vorbit Liviu Dragnea, Raluca Turcan, Nicușor Dan și Traian Băsescu, printre alții. Parlamentarii PSD și ALDE s-au abținut de la vot, iar moțiunea de cenzură nu a trecut.

### Criza de guvern
Presa scria de la sfârșitul lunii mai că relația dintre Liviu Dragnea și Popescu Tăriceanu, pe de o parte, și Sorin Grindeanu, pe de alta, era tensionată. O sursă apropiată de PSD și ALDE ar fi declarat că „Dragnea și Tăriceanu ar da orice să-l schimbe pe Grindeanu. Nu o pot face fără Iohannis și neavând niciun semnal de la președinte au început să-l atace, să-l amenințe.” Miniștri din guvern ar fi fost nemulțumiți că Grindeanu nu-i consulta când lua decizii, nu urmărea parcursul proiectelor de lege în comisiile parlamentare și trimisese proiecte de lege la parlament fără a consulta guvernul ex-ante. Conform unui lider PSD nenumit de presă, ar fi fost pe masă doar remanierea unor miniștri cu performanțe slabe, la apărare, transporturi, educație, finanțe, IMM-uri, interne și eventual la justitie. La 28 mai, Grindeanu și Dragnea au participat împreună la un eveniment sportiv, cel din urmă declarând fugar că un proces de evaluare a miniștrilor din guvern era în curs.
Conform ziarului Adevărul, relația Dragnea-Grindeanu era înghețară, premierul opunându-se președintelui PSD – care cerea remanierea unor miniștri – bazându-se pe antecedentul penal al lui Dragnea, care făcea imposibilă numirea acestuia în fruntea guvernului. Sursele ziarului indicau drept vizați de Dragnea miniștrii PSD Viorel Ștefan (Finanțe), Florian Bodog (Sănătate), Pavel Năstase (Educație) și Gabriel Leș (Apărare), pe lista neagră fiind și doi miniștri ALDE: Tudorel Toader (Justiție) și Toma Petcu (Energie). Motivul ar fi fost un sondaj făcut de PSD, conform căruia Dragnea deconta greșelile guvernului, în timp ce premierul considera că era prea devreme pentru o evaluare a miniștrilor și că o nouă remaniere, după cea din februarie, i-ar fi subminat poziția.
Mai mulți lideri au lansat în perioada următoare atacuri la adresa premierului, printre aceștia și Gabriela Firea, care deplângea comunicarea proastă cu Grindeanu.
La 11 iunie, Dragnea a anunțat finalizarea unui raport de evaluare a aplicării programului de guvernare și nu excludea posibilitatea schimbării întregului guvern. Doar trei miniștri ar fi trecut evaluarea, Petre Daea, Lia Olguța Vasilescu și Carmen Dan.
 Într-o întâlnire cu premierul pe 12 iunie, Liviu Dragnea i-a cerut demisia, iar Grindeanu a refuzat să și-o dea, situație care s-ar repetat și a doua zi; conform presei, îi fusese cerută și sâmbăta anterioară. Anterior ședinței Comitetului Executiv al PSD din 14 iunie 2017, Grindeanu a declarat că aștepta o execuție publică, că nu avea să își dea demisia și că în cazul demisiei unor miniștri urma să-i înlocuiască cu alte persoane. Presa a remarcat că unele din măsurile a căror neaplicare era imputată lui Grindeanu nu țineau de guvern sau erau prevăzute în programul de guvernare pentru viitor.
La 14 iunie 2017 partidele PSD și ALDE au retras guvernului sprijinul politic, decizie la care Grindeanu a reacționat cu o conferință de presă în care a reiterat decizia sa de a nu demisiona, i-a cerut lui Dragnea demisia, și s-a declarat dispus să își prezinte demisia doar dacă ar fi primit garanția că președintele statului, Klaus Iohannis numea un nou premier tot de la PSD. După ce PSD votase în forul său interior ca oricine va deveni membru al guvernului Grindeanu să fie exclus din partid, a doua zi Grindeanu a fost exclus din PSD, și PSD a decis să inițieze o moțiune de cenzură pentru a înlătura guvernul.
După demisia tuturor membrilor guvernului (în afară de premier și ministrul Comunicațiilor), a surprins cooptarea în guvern al fostului premier Victor Ponta, care a fost numit în funcția administrativă de secretar general al guvernului, în locul unui apropiat al lui Liviu Dragnea, care nu dorea să-și dea demisia. Parlamentul a fost convocat în data de 18 iunie, când s-a dat citire textului moțiunii de cenzură. Partidul Social Democrat a negociat cu UDMR susținerea moțiunii în schimbul unor concesii făcute părții maghiare, ceea ce a stârnit reacții ostile chiar din rândul membrilor PSD. În cele din urmă, PSD a renunțat la această idee.
Votul a avut loc miercuri, 21 iunie. În ședința reunită a parlamentului au vorbit, printre alții, Sorin Grindeanu, Liviu Dragnea, senatorul și fostul președinte Traian Băsescu. Grupul minorităților, constând din 17 persoane, a lăsat la latitudinea membrilor săi participarea la vot (au votat 15), în timp ce Partidul Național Liberal, UDMR și Uniunea Salvați România s-au abținut de la vot. Din 251 de voturi, 241 au fost pentru, iar 10 împotrivă. Moțiunea de cenzură a fost publicată în aceeași zi în Monitorul Oficial.

## Componența
| Minister                                                                | Nume                         | Partid      | În funcție din    | Până la                                   |
| ----------------------------------------------------------------------- | ---------------------------- | ----------- | ----------------- | ----------------------------------------- |
| Prim-ministru                                                           | Sorin Grindeanu              | PSD         | 4 ianuarie 2017   | 29 iunie 2017                             |
| Ministrul dezvoltării regionale și administrației publice (vicepremier) | Sevil Shhaideh               | PSD         | 4 ianuarie 2017   | 16 iunie 2017                             |
| Ministrul mediului și schimbărilor climatice (vicepremier)              | Daniel Constantin            | ALDE        | 4 ianuarie 2017   | 27 martie 2017                            |
| Ministrul mediului și schimbărilor climatice (vicepremier)              | Grațiela-Leocadia Gavrilescu | ALDE        | 27 martie 2017    | activitate continuată în guvernul următor |
| Ministrul Afacerilor Interne                                            | Carmen Daniela Dan           | PSD         | 4 ianuarie 2017   | 14 iunie 2017                             |
| Ministrul Finanțelor Publice                                            | Viorel Ștefan                | PSD         | 4 ianuarie 2017   | 29 iunie 2017                             |
| Ministrul Agriculturii și Dezvoltării Rurale                            | Petre Daea                   | PSD         | 4 ianuarie 2017   | activitate continuată în guvernul următor |
| Ministrul Afacerilor Externe                                            | Teodor Meleșcanu             | ALDE        | 4 ianuarie 2017   | activitate continuată în guvernul următor |
| Ministrul Apărării Naționale                                            | Gabriel-Beniamin Leș         | PSD         | 4 ianuarie 2017   | 29 iunie 2017                             |
| Ministrul Justiției                                                     | Florin Iordache              | PSD         | 4 ianuarie 2017   | 9 februarie 2017                          |
| Ministrul Justiției                                                     | Tudorel Toader               | Independent | 23 februarie 2017 | activitate continuată în guvernul următor |
| Ministrul Economiei                                                     | Alexandru Petrescu           | PSD         | 4 ianuarie 2017   | 23 februarie 2017                         |
| Ministrul Economiei                                                     | Mihai Tudose                 | PSD         | 23 februarie 2017 | 29 iunie 2017                             |
| Ministrul comunicațiilor și societății informaționale                   | Augustin Jianu               | PSD         | 4 ianuarie 2017   | 29 iunie 2017                             |
| Ministrul Sănătății                                                     | Florian Dorel Bodog          | PSD         | 4 ianuarie 2017   | activitate continuată în guvernul următor |
| Ministrul Educației și Cercetării Științifice                           | Pavel Năstase                | PSD         | 4 ianuarie 2017   | 29 iunie 2017                             |
| Ministrul Muncii și Justiției Sociale                                   | Lia Olguța Vasilescu         | PSD         | 4 ianuarie 2017   | activitate continuată în guvernul următor |
| Ministrul Fondurilor Europene                                           | Mihaela-Virginia Toader⁠(d)   | PSD         | 4 ianuarie 2017   | 23 februarie 2017                         |
| Ministrul Fondurilor Europene                                           | Rovana Plumb                 | PSD         | 23 februarie 2017 | activitate continuată în guvernul următor |
| Ministrul Transportului și Infrastructurii                              | Alexandru-Răzvan Cuc         | PSD         | 4 ianuarie 2017   | activitate continuată în guvernul următor |
| Ministrul Culturii                                                      | Ioan Vulpescu                | PSD         | 4 ianuarie 2017   | 29 iunie 2017                             |
| Ministrul Tineretului și Sportului                                      | Marius-Alexandru Dunca       | PSD         | 4 ianuarie 2017   | activitate continuată în guvernul următor |
| Ministrul Energiei                                                      | Toma-Florin Petcu            | ALDE        | 4 ianuarie 2017   | activitate continuată în guvernul următor |
| Ministrul Turismului                                                    | Mircea-Titus Dobre           | PSD         | 4 ianuarie 2017   | activitate continuată în guvernul următor |
| Ministrul Cercetării și Inovării                                        | Șerban-Constantin Valeca     | PSD         | 4 ianuarie 2017   | 29 iunie 2017                             |
| Ministrul Apelor și Pădurilor                                           | Adriana Petcu⁠(d)             | PSD         | 4 ianuarie 2017   | 29 iunie 2017                             |
| Ministrul pentru Mediul de Afaceri, Comerț și Antreprenoriat            | Florin Jianu                 | Independent | 4 ianuarie 2017   | 2 februarie 2017                          |
| Ministrul pentru Mediul de Afaceri, Comerț și Antreprenoriat            | Alexandru Petrescu           | PSD         | 23 februarie 2017 | 29 iunie 2017                             |
| Ministru delegat pentru relația cu Parlamentul                          | Grațiela-Leocadia Gavrilescu | ALDE        | 4 ianuarie 2017   | 27 martie 2017                            |
| Ministru delegat pentru relația cu Parlamentul                          | Viorel Ilie                  | ALDE        | 27 martie 2017    | activitate continuată în guvernul următor |
| Ministru delegat pentru românii de pretutindeni                         | Andreea Păstârnac            | PSD         | 4 ianuarie 2017   | activitate continuată în guvernul următor |
| Ministrul delegat pentru Afaceri Europene                               | Ana Birchall                 | PSD         | 4 ianuarie 2017   | 29 iunie 2017                             |
| Ministru delegat pentru dialog social                                   | Gabriel Petrea               | PSD         | 4 ianuarie 2017   | activitate continuată în guvernul următor |